# Private wing
「private wing」（プライベート・ウィング）は、石田燿子の16作目のシングル。2010年3月17日にコロムビアミュージックエンタテインメントからリリースされた。

## 概要
「private wing」は、ニンテンドーDS用ソフト『ストライクウィッチーズ-蒼空の電撃戦 新隊長 奮闘する-』と『ストライクウィッチーズ -あなたとできること A Little Peaceful Days-』と『ストライクウィッチーズ 白銀の翼』のオープニングテーマになっている。2曲目の坂本美緒（千葉紗子）と竹井醇子（浅野真澄）が歌う「ブックマーク ア・ヘッド」は、『ストライクウィッチーズ-蒼空の電撃戦 新隊長 奮闘する-』のエンディングテーマに、3曲目の諏訪天姫（花澤香菜）と中島錦（三瓶由布子）が歌うブックマーク ア・ヘッドは『ストライクウィッチーズ -あなたとできること A Little Peaceful Days-』のエンディングテーマに採用されている。

## 収録曲
1. private wing [4:10] 
作詞：深青結希、作曲：若林充、編曲：草野よしひろ
2. ブックマーク ア・ヘッド [4:05] 
歌：坂本美緒（千葉紗子）、竹井醇子（浅野真澄）
作詞：只野菜摘、作曲・編曲：橋本由香利
3. ブックマーク ア・ヘッド  [4:05] 
歌：諏訪天姫（花澤香菜）、中島錦（三瓶由布子）
作詞：只野菜摘、作曲・編曲：橋本由香利
4. private wing（オリジナル・カラオケ）